# Коломійцев Данило Васильович
Дани́ло Васи́льович Коломі́йцев (21 грудня 1866, с. Берестове, Бердянський повіт, Таврійська губернія — 18 липня 1918, Петроград) — публіцист, поет, редактор-видавець громадського, економічного, літературного та політичного часопису «Тавричанин» (Сімферополь, 1905—1914).

## Біографічні відомості
Народився 21 грудня 1866 року в селі Берестовому Бердянського повіту Таврійської губернії. В автобіографічних матеріалах вказував на селянське походження.
У 1881 році після закінчення трикласного народного училища вступив до вчительської семінарії у селі Преслав Бердянського повіту, з якої у 1883 році був відрахований через неуспішність.
Писав вірші російською та українською мовами. У 1886 році дебютував у бердянській пресі твором «Нищий», згодом видав книги «Стихотворенія» (Бердянськ; 1890; Санкт-Петербург, 1894; Сімферополь, 1899), «Мое слово» (1897, Сімферополь), «Савл, Савл, за что ты меня гонишь?» (1911, Сімферополь, «Тавричанин»), які по суті становили собою одну й ту ж збірку в кількох виданнях під різними назвами.
Прагнучи увійти до кола професійної літератури та журналістики, використовував саморекламу і скандали. У своїх книгах вміщував портрети, факсиміле, автобіографічні нариси та документи про свої судові процеси з місцевою пресою і владою, за допомогою яких намагався сформувати для себе імідж «страждальця за правду». Належачи до «низової» літератури, не володів високою поетичною культурою, широко використовував відомі мотиви та формули, а також викликав неприхильне ставлення критиків претензіями на статус «бердянського Ломоносова» та брутальним тоном віршів щодо нігілістів, євреїв і літературних опонентів. Через цензурну заборону окремих творів (поема «Іван та Ганка», 1887 р.; оповідання «Моя исповедь», 1896 р.) листувався з Головним управлінням у справах друку.
Ймовірно, у 2-й половині 1880-х рр. оселився у Сімферополі. У 1880–1900-х рр. друкував свої статті у кримських виданнях «Русская Ривьера» (Ялта) і «Севастопольский Листок».
Наприкінці 1890 року винайняв у Сімферополі квартиру в Тетяни Муковніної, що мала зв'язки з графським подружжям де Мезон і померла у 1891 році у 98-річному віці. У 1894 році за матеріалами її прижиттєвих розповідей опублікував у журналі «Русскій архивъ» (Москва) кілька нотаток на історичні теми.
У 1891 році окремим виданням у Сімферополі вийшла збірка статей Д. Коломійцева, присвячених проблемі розмежування та змішування волостей у Бердянському повіті Таврійської губернії.
У 1894 році Д. Коломійцев надрукував у санкт-петербурзькій типографії С. Добродєєва «друге видання, виправлене і значно доповнене» збірки своїх віршів із власним портретом, факсиміле та біографічним нарисом. Цю ж збірку він видав так само «виправленим і значно доповненим» третім виданням у 1899 році в Сімферополі у паровій типолітографії Вересоцької.
До 1895 року жив з випадкових заробітків.
У 1895—1904 рр. служив у відділі Азово-Донського комерційного банку в Сімферополі.
У 1905—1914 р. був редактором-видавцем газети «Тавричанин». Протягом цього періоду піддавався судовим переслідуванням через характер матеріалів видання, який не влаштовував місцеву адміністрацію.
На початку 1908 року звернувся до редакції київського часопису «Рада» з інформаційним запитом щодо наявних підручників з української мови; у відповідь він отримав пораду ознайомитися з працями Б. Грінченка, Норця (Т. Лубенця), Г. Неводовського, Г. Шерстюка, А. Кримського, П. Залозного та Є. Тимченка.
Наприкінці літа 1910 року Данило Коломійцев виступив у «Тавричанині» з викриттям службової невідповідності таврійського віце-губернатора Павла Масальского-Кошуро. Окремим накладом надрукував записку до голови Ради міністрів Російської імперії Петра Столипіна про «беззаконні» дії чиновника та подав дозволену законом кількість її примірників до Петербурзького комітету в справах друку, після чого розіслав текст різним особам. У вересні 1910 року старший радник Таврійського губернського правління наклав на «Записку» арешт, внаслідок чого подальше її поширення було зупинене через «крайнє нахабство та брехливість змісту», а проти Коломійцева було порушено кримінальну справу за «повідомлення брехливих свідчень про діяльність посадової особи». Видавець оскаржив дії радника і разом з тим звернувся до прокурора Сімферопольського окружного суду з відповідним клопотанням.
У № 307 «Тавричанина» за 27 вересня 1910 року Данило Коломійцев опублікував статтю «Труд г. Михаила Лободовского», присвячену книжці «Переглядъ поемы „Марія“ Т. Г. Шевченка, напечатаної у Кобзарі 1907 року і та ж такы поема по четвертому чыємось рукопысу. Робота Мыхайла Лободовського». Це видання містило як оригінальний текст зазначеного твору Шевченка, так і його «виправлену й поновлену» версію, яку, на думку впорядника, потрібно було «вважати за настояще викончену роботу Шевченкову» і подавати у подальших виданнях творів поета. 18 жовтня 1910 року таврійський віце-губернатор Павло Масальський-Кошуро подав до Головного управління у справах друку клопотання про арешт № 313 «Тавричанина» з полемічною статтею М. Лободовського «Одповідь моїм суперечникам» та повідомив про порушення кримінального провадження проти Д. Коломійцева за статтею про богохульство. Приблизно в той же час Коломійцев отримав від таврійського губернатора Василя Новицького розпорядження під загрозою закриття видання припинити друкування у «Тавричанині» статей українською мовою, що не входили до програми газети, або отримати окремий дозвіл на їхню публікацію; у відповідь заявив, що виконувати цей наказ не збирається, і не дав поліції відповідної підписки. Ймовірно, з метою самозахисту Коломійцев вдався до спроби інтерпретації скандалу довкола статті Лободовського як тиску на українське друковане слово: у № 317 «Тавричанина» він опублікував матеріал під назвою «Об отмене стеснений малорусского печатного слова», у якому вказав, пославшись на однойменну брошуру Академії наук Російської імперії та закони про пресу 1905—1906 рр., що «малоруське населення повинне мати таке ж право, як і великоруське, говорити публічно і друкуватися рідною мовою».
Наприкінці 1910 року Коломійцев отримав з Головного управління у справах друку повідомлення про те, що вихід частини статей українською мовою у «Тавричанині» він повинен погодити з таврійським губернатором.
У числі «Тавричанина» за 24 лютого (9 березня) 1911 року Данило Коломійцев подав російською мовою статтю, присвячену 50-м роковинам смерті Шевченка. На початку автор відрекомендувався як «селянин-малорос» і спростував твердження реакційних «мракобісів» з російської преси про плани українців на створення незалежної республіки під протекторатом Австрії та Німеччини. Переважним мотивом творчості Шевченка Коломійцев назвав палкий протест проти насадженої російською імператрицею Єкатєріною II кріпаччини, якої Україна до 2-ї половини XVIII ст. не знала, та уярмлення 800 тисяч селян (при цьому автор послався на статистичні дані, наведені у № 47 «Крымского Вестника» за 1911 р.). У цьому випадку він заперечив твердження окремих реакційних діячів про те, що жодної кріпаччини не було, а була «лише дисциплінарна влада освіченого суспільства над неосвіченою масою», і зазначив, що не вбачає підстав у «поході» проти Шевченка, чий «Кобзар» назвав «скарбницею краси людського духу».
У 1911 році Коломійцев потрапив у скандал із використанням імені Шевченка — передусім через надання Михайлові Лободовському трибуни для виступів у «Тавричанині» ще з 1910 року та допомогу в поширенні його книжки «Переглядъ поемы „Марія“…», яку було доведено до уваги представників влади. Одним із наслідків розповсюдження книжки Лободовського серед редакцій українських часописів, а також російських владних і церковних кіл стало накладання арештів на видання «Кобзаря» 1908, 1910 і 1911 рр., в яких «антирелігійний» з точки зору світської та церковної влади Російської імперії текст поеми «Марія» було надруковано за оригінальними рукописами, порушення судового переслідування осіб, причетних до цих видань, та знищення частини їхніх текстів.
Того ж року (на обкладинці роком видання було вказано 1912-й) Коломійцев здійснив у типографії газети «Тавричанин» четверте, «цілковито перероблене» видання збірки своїх віршів російською та українською мовами, цього разу вже під загальною назвою «Савл, Савл, за что ты меня гонишь?», звично вмістивши у ньому свій портрет і матеріали для біографії, а також «документальні додатки» — копії документів про судові процеси з кримською пресою і таврійським віце-губернатором Павлом Масальським-Кошуро.
У 1912 році Коломійцев потрапив у черговий скандал після того як видав окремо у друкарні «Тавричанина», свою поему «Така доля» накладом у 950 примірників. У цьому виданні він також вмістив своє фото і факсиміле та зробив у передмові наступну заяву:

| «Поема "Така доля" написана у 1886 році, як авторові йшов ще тільки 20-й рік. Селяне цю поему дуже поважають, та й інтелігенція находе її вдачною. Як ще тільки в первий раз появилася поема і її читали тим, котрі її ще не чули, і питали – "як ви думаєте, чия це поема?" – то в одвіт чули: "Чия? Конешно, Шевченка". І дуже вони були здивовані, як їм казали, що ця поема Коломійцева. Це вже одно дає поняття про те, що це за поема». |
Видання викликало різку реакцію критиків не лише через низьку літературну цінність віршованого твору та невиправдано завищену самооцінку його автора, а й через наповненість кількасторінкової брошури рекламою і її зависоку ціну. Вичерпний відгук книжці дав Григорій Чупринка, заявивши, що твір Коломійцева на жодні рецензії не заслуговує — як через «безграмотність і нісенітницю» в самому тексті, так і через «нахабство та брехню» в передмові. Описуючи видання, критик зазначив, що «не хоче ображати слів „книжка“ і „поема“», і додав, що брошуру випустив «якийсь літературний ловкач» із «безсоромними» заявами про те, що його поема «така ж, як і в Шевченка». Принагідно Чупринка звернув увагу на те, що твір був надрукований окремо вперше, тоді як на обкладинці було зазначено, що це вже п'яте його видання; вочевидь, автор подав таку атрибуцію на підставі того, що поема раніше друкувалася у чотирьох різних виданнях збірки його віршів. Серед іншого Чупринка відзначив надмірну насиченість брошури недоречною рекламою («шустовський коньяк, „движение поездов“, дарові поради, венеричні хвороби і т. д.»).
В середині 1913 року Данило Коломійцев видав у Москві два 4-сторінкових числа газети «Русь» із підзаголовком «Колишній „Тавричанин“».
Припинивши випуск «Тавричанина» у 1914 році, Коломійцев оселився у Санкт-Петербурзі. Мешкав за адресою: Ертелів провулок, буд. 8, кв. 29.
Помер 18 липня 1918 року. Похований на Літераторських містках Волковського православного цвинтаря у Санкт-Петербурзі.

## Родина
- Дружина — М. М. Коломійцева (ім'я та дати життя невідомі);

Сини:
- Володимир (18.02.1894 — 26.06.1915);
- Микола (15.09.1899 — 18.01.1974);
- Костянтин (після 1913 р. — перед 1974 р.).